# Гута-Глебовская
Гута-Глебовская (укр. Гута-Глібівська) — село в Новоушицком районе Хмельницкой области Украины.
Население по переписи 2001 года составляло 184 человека. Почтовый индекс — 32610. Телефонный код — 3847. Занимает площадь 0,669 км². Код КОАТУУ — 6823382002.

## Местный совет
32610, Хмельницкая обл., Новоушицкий р-н, с. Глебов